# 小樽公園

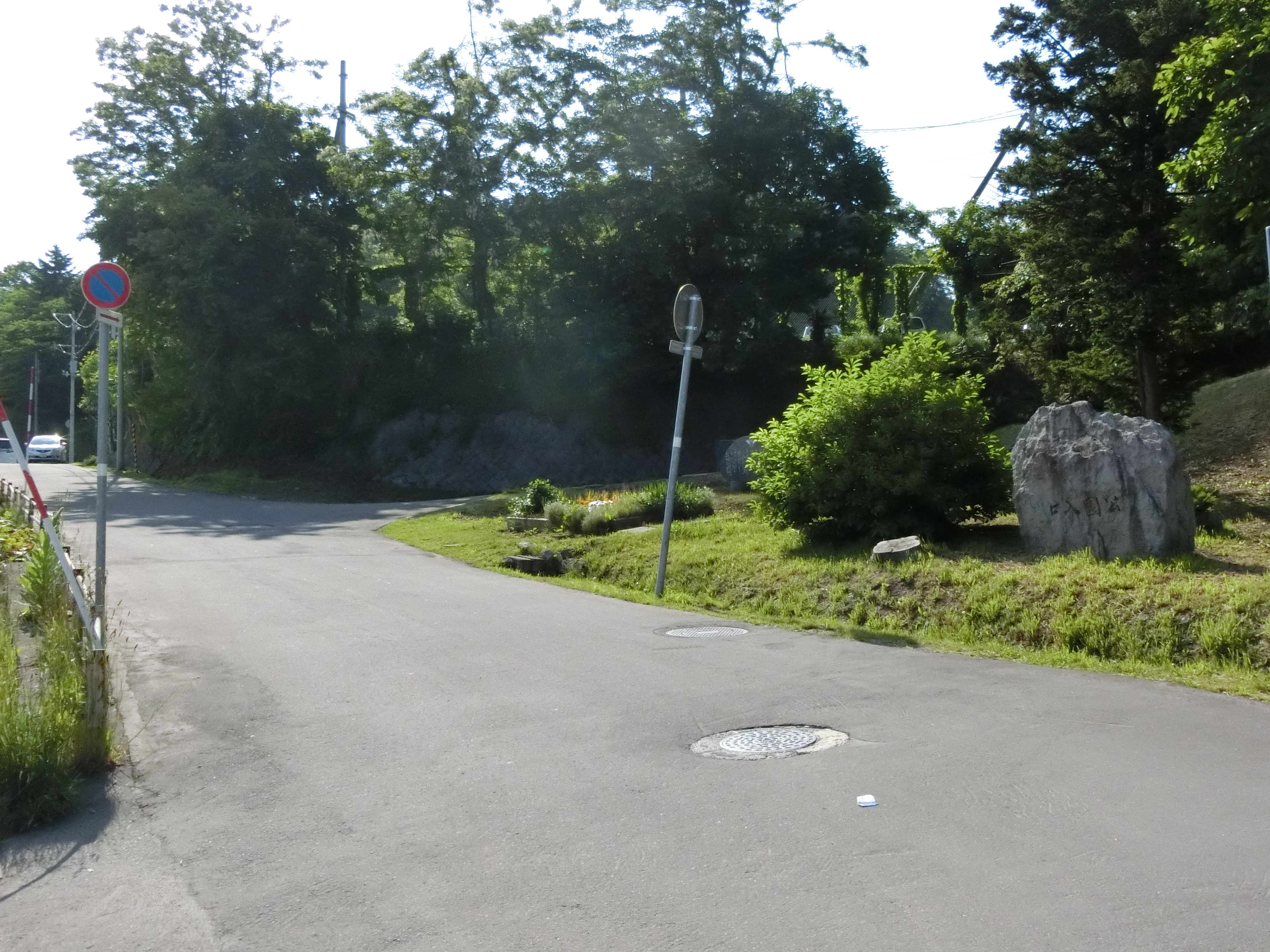
西側入口（2017年6月）

小樽公園（おたるこうえん）は、北海道小樽市にある公園。

## 概要
1900年（明治33年）開設の北海道内で歴史ある公園。日本国内の公園創生期の特徴を残しており、設計は日本国内初の職業的公園設計家であった長岡安平が手掛けている。水天宮まで一直線の道路で結ばれており、景観の統合を図っている。春になると約1,000本のサクラ、約7,000本のツツジを見ることができるほか、クリやシラカバなど50種類4,300本が生育している。

## 歴史
- 1888年（明治21年）：運動場開設[6]。
- 1893年（明治26年）：櫛形山と呼ばれていた丘を活用した共同遊園地開園[5]。
- 1900年（明治33年）：小樽公園（花園公園）開設[4]。
- 1911年（明治44年）：小樽区公会堂（現在の小樽市公会堂）竣工[5]。
- 1916年（大正05年）：区立小樽図書館（現在の市立小樽図書館）開館[7][8]。
- 1924年（大正13年）：市民らの寄付により顕誠塔建立[4]。
- 1928年（昭和03年）：庭球場開設[6]。
- 1936年（昭和11年）：昭和天皇の北海道巡幸。公会堂に天皇が行幸[9]。
- 1941年（昭和16年）：弓道場開設[6]。
- 1948年（昭和23年）：小樽桜ヶ丘球場開設[6]。
- 1960年（昭和35年）：小樽市公会堂が現在地に移築[5]。
- 1961年（昭和36年）：旧岡崎家能舞台（小樽市能楽堂）が現在地に移築[5]。
- 1963年（昭和38年）：小樽市民会館開館。
- 1970年（昭和45年）：小樽公園こどもの国開園[5]。
- 1974年（昭和49年）：小樽市総合体育館開館[10]。
- 1985年（昭和60年）：小樽市公会堂・能楽堂が「小樽市指定歴史的建造物」になる[5]。
- 2006年（平成18年）：小樽公園こどもの国閉園[5][11]。
- 2008年（平成20年）：こどもの国ゾーン開設[12][13]。
- 2010年（平成22年）：小樽公園が「北の造園遺産」選定[4]。

## 施設
小樽市公会堂・能楽堂
小樽ビル管理・大幸総業グループ管理。小樽市公会堂は、後に大正天皇となった皇太子の行啓に際して宿泊施設として藤山藤吉が寄付、加藤忠五郎が施工した。当初は市民会館の地にあったが、市民会館建設時に移築した。小樽市能楽堂（旧岡崎家能舞台）は、1926年（大正15年）に岡崎謙が小樽市入船町に建築した。岡崎の死後に建物は市に寄贈され、1961年（昭和36年）に小樽市公会堂に隣接する形で移築した。
- 大ホール
- 展示室、1号室、2号室、3号室
- 和室（桐、杉、松、竹、梅）、茶室
- 能楽堂、樺
- 事務所、楽屋、控室、台所、電気室、トイレ

市立小樽図書館
- 開館時間：9:30 - 19:00（火曜日〜金曜日）、9:30 - 17:00（土・日曜日、祝日）[16]
- 休館日：毎週月曜日（月曜日が祝日の時は開館）、毎月最終金曜日、年末年始（12月29日〜1月3日）、特別整理休館日（6月中の6日間）[16]
- 1階：閲覧室、軽読書コーナー、書架、児童室、プレイコーナー、お話しコーナー、事務室など
- 2階：学習室、会議室、郷土資料室、視聴覚室・集会室、教材室・作業室、休憩コーナーなど

小樽市民会館
小樽市総合体育館
小樽桜ヶ丘球場
小樽公園運動場
- 敷地面積18,500 m²
- グラウンド面積14,751.5 m²
- バックネット2基、全体盲暗渠、表層三和土、夜間照明（1基当り19灯×4基）

小樽公園弓道場
- 敷地面積1,996 m²
- 管理棟及び射場269.86 m²、安土35.19 m²
- 設備（射場、事務所、会議室、役員席、トイレ）

小樽公園庭球場
- 敷地面積2,716 m²
- コート3面（夜間照明有）
- 管理ハウス106.92 m²（会議室、更衣室、トイレ）

こどもの国ゾーン
- 多目的広場
- 野外学級施設
- シェルター
- くろふねつつじの小径
- 迷路
- 大地の遊びの回廊
- 空の遊びの回廊
- ターザンロープ
- 積木コンビネーション遊具
- 親子ブランコ
- 大型波状滑り台
- 砂場
- ベビーカーサークル

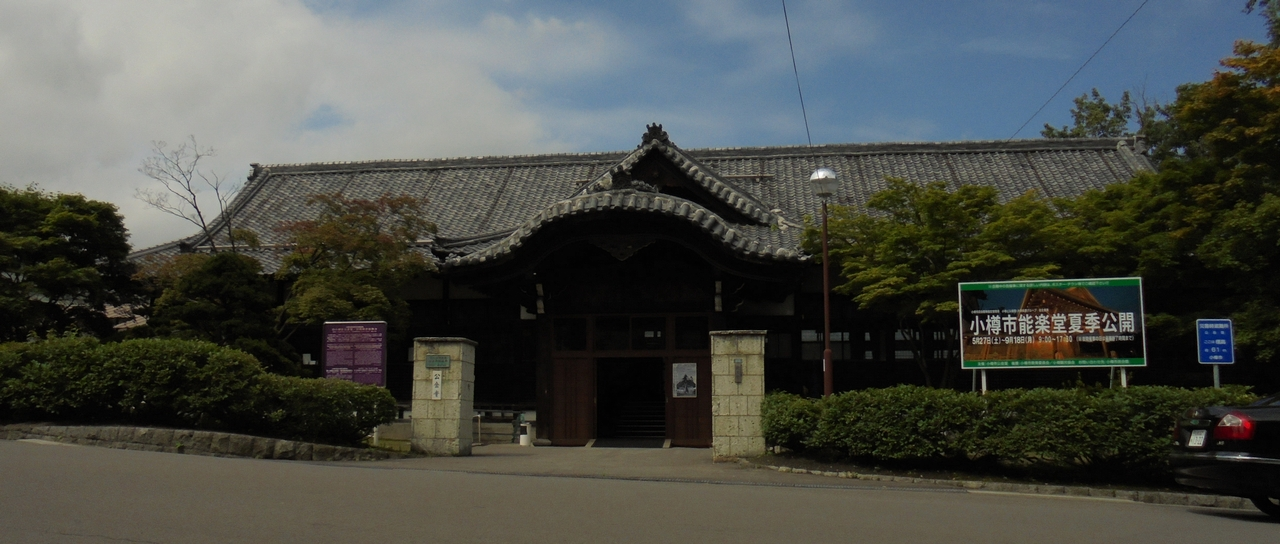
小樽市公会堂（2017年8月）
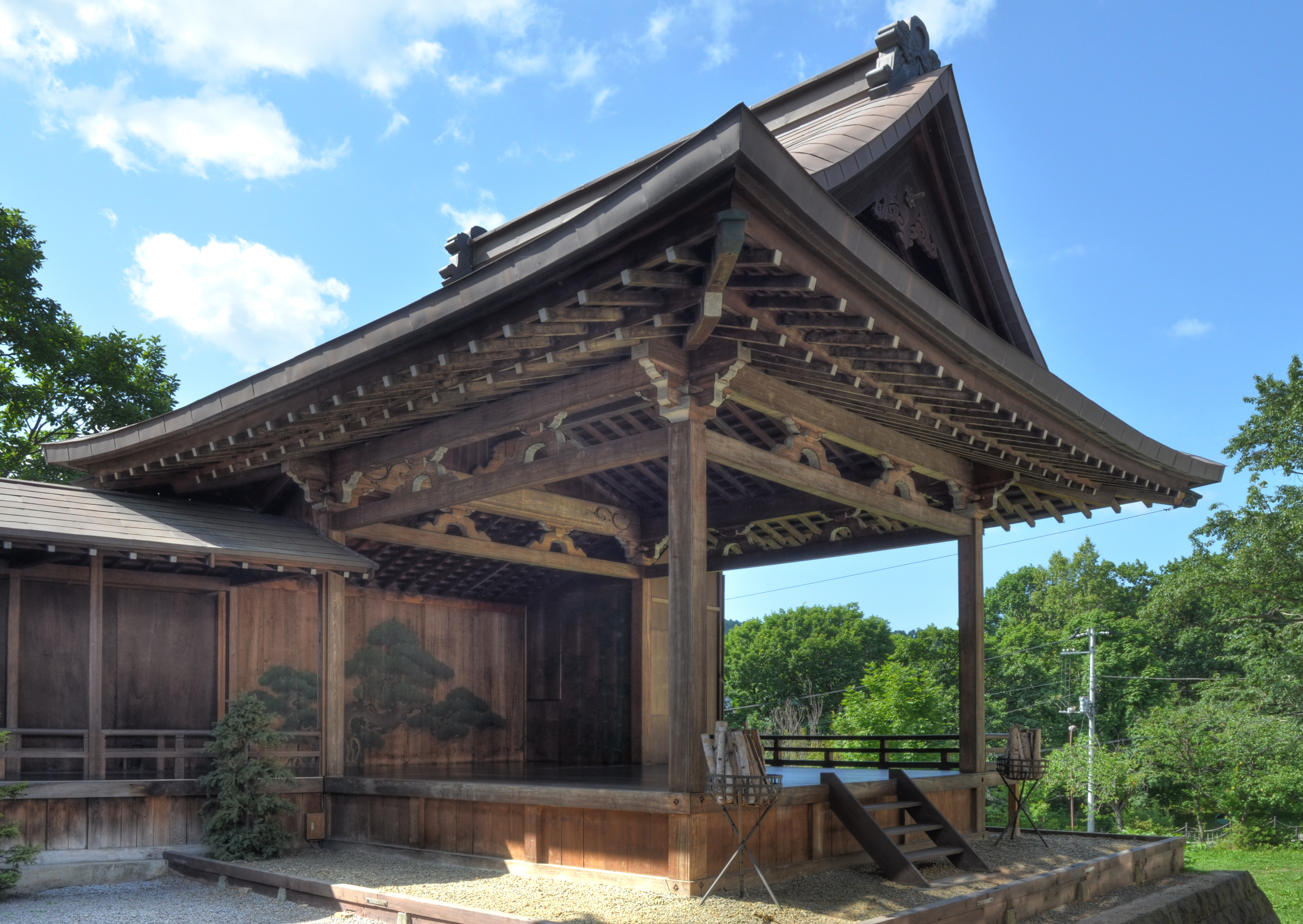
小樽市能楽堂（2011年8月）
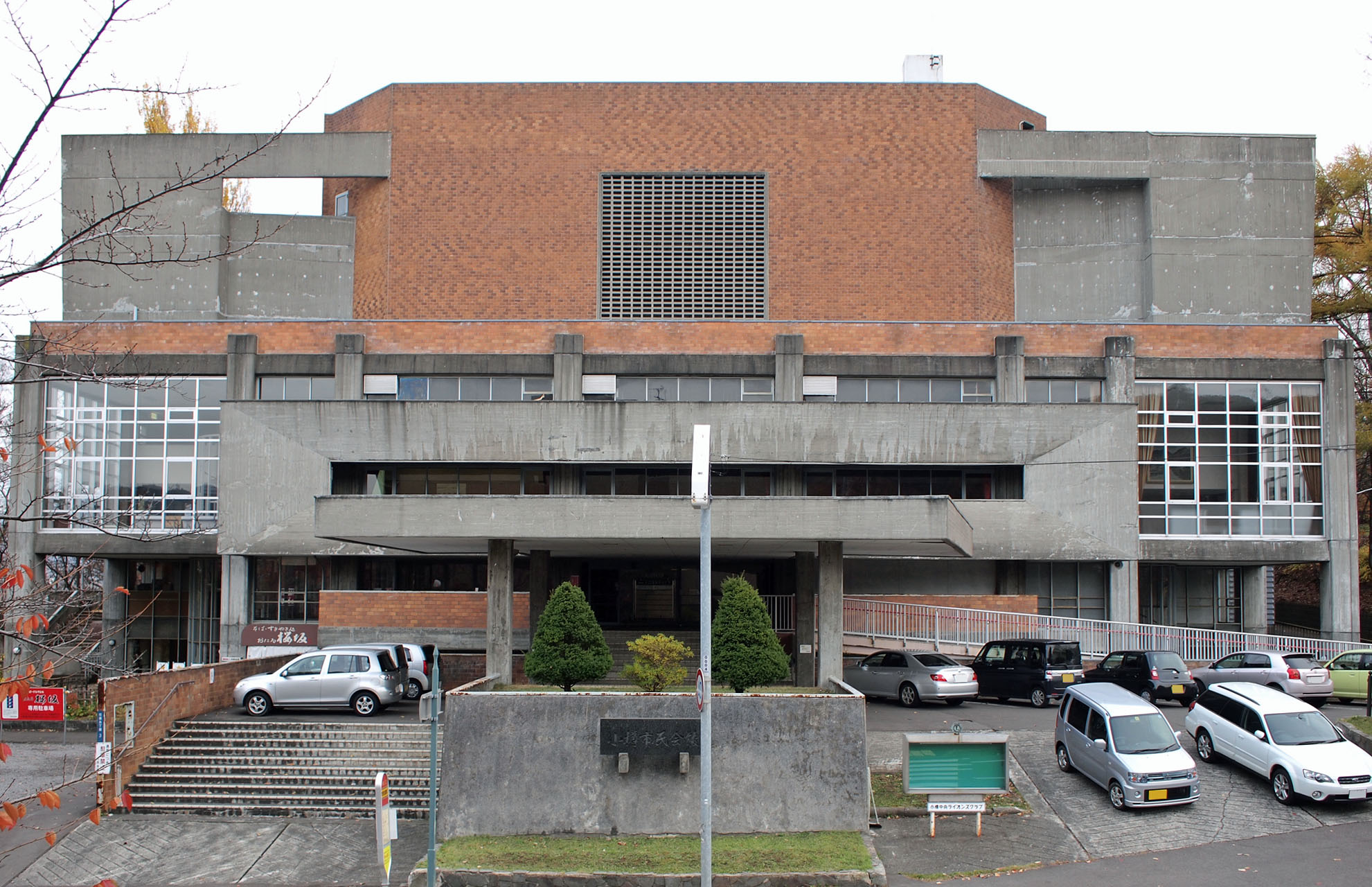
小樽市民会館（2011年11月）
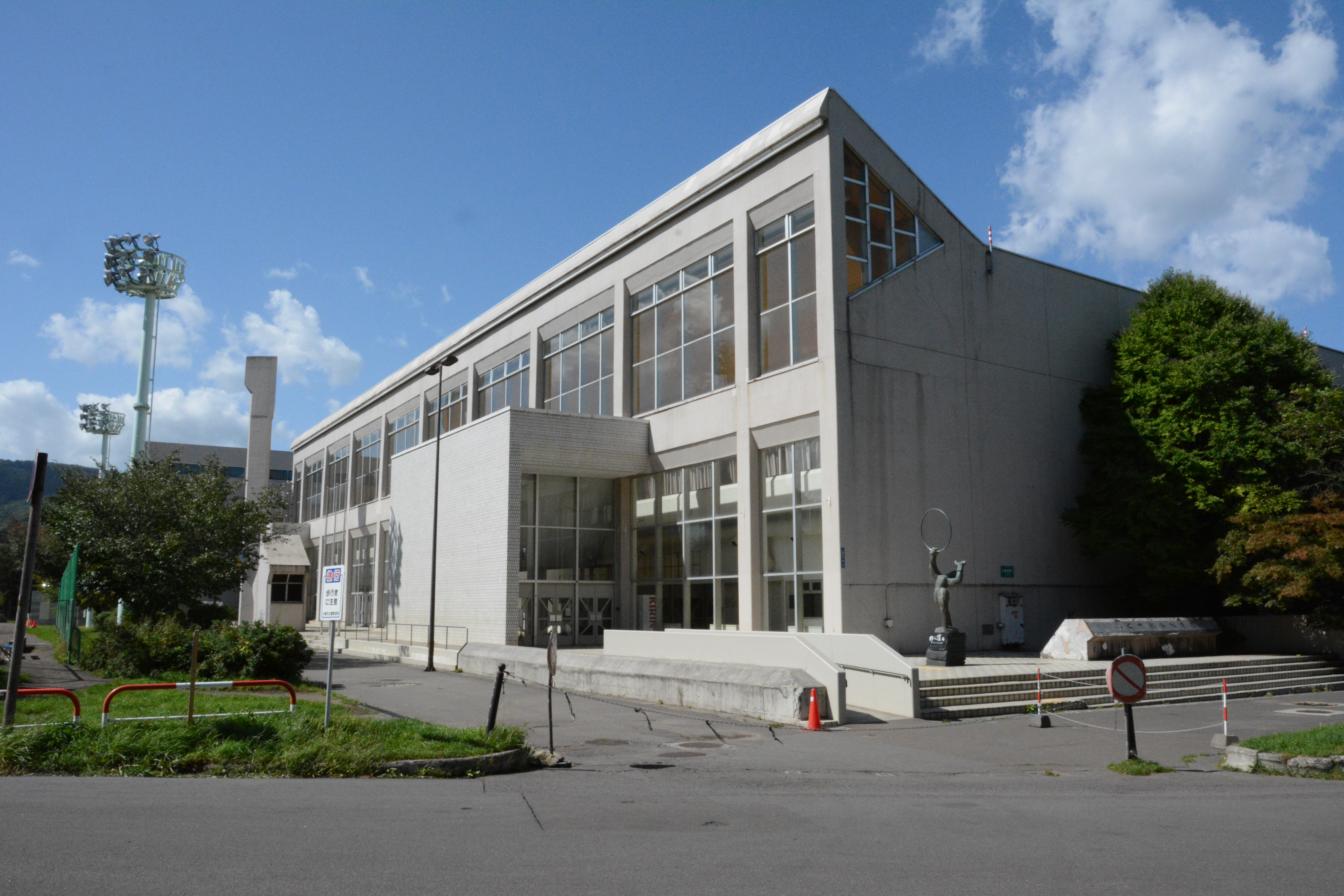
小樽市総合体育館（2013年9月）

## 碑
- 石川啄木歌碑[17]
- 戸塚新太郎歌碑[18]

## 参考資料
- “小樽公園・旧小樽区公会堂・旧岡崎家能舞台”. 北海道ファンマガジン (2009年4月14日). 2016年5月5日時点のオリジナルよりアーカイブ。2017年9月1日閲覧。
- “小樽公園再整備の概要”.  小樽市. 2016年5月22日閲覧。
- “小樽市の教育 平成27年度” (PDF).   小樽市教育委員会 (2015年). 2016年5月22日閲覧。